# Montjovet
Montjovet (arpità Mondjouèt) és un municipi italià, situat a la regió de Vall d'Aosta. L'any 2007 tenia 1.813 habitants. Limita amb els municipis de Challand-Saint-Victor, Champdepraz, Châtillon, Emarèse, Saint-Vincent i Verrès.

## Administració

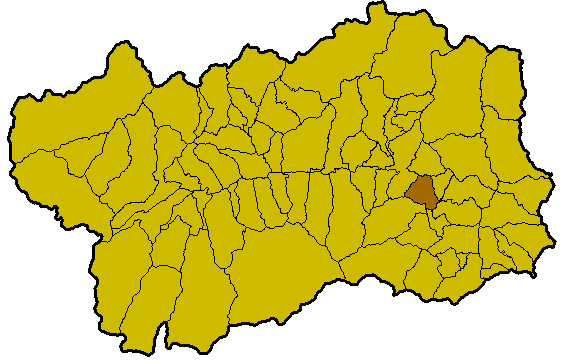
Situació de Montjovet a la Vall

| Període | Identitat  | Partit        |
| ------- | ---------- | ------------- |
| 2005-   | Ivo Surroz | Llista cívica |